# Simone Biles
Simone Arianne Biles, född 14 mars 1997 i Columbus i Ohio, är en amerikansk gymnast. Biles är sexfaldig världsmästare i mångkamp (2013–2015, 2018–2019, 2023), åttafaldig amerikansk mästare i mångkamp (2013–2016, 2018–2019, 2021, 2023), sexfaldig världsmästare i fristående (2013–2015, 2018–2019, 2023), fyrfaldig världsmästare i bom (2014–2015, 2019, 2023), tvåfaldig världsmästare i hopp (2018–2019) och medlem av det amerikanska vinnande laget i mångkamp under världsmästerskapen i artistisk gymnastik år 2014, 2015, 2018, 2019 och 2023. 
Under världsmästerskapen 2014 i Nanjing var Biles var den första amerikanska kvinnliga gymnasten som vann fem medaljer i ett världsmästerskap. Biles är den första afro-amerikanska kvinnan att bli världsmästare i artistisk gymnastik samt den första kvinnan att vinna tre efterföljande mångkampsguld i världsmästerskap. Biles är också den mest dekorerade gymnasten inom världsmästerskap genom tiderna med totalt 25 medaljer varav 19 guldmedaljer vilket också är rekord för flest vunna guldmedaljer i världsmästerskap.

## Biografi
Simone Biles föddes den 14 mars 1997 i Columbus, Ohio. Hennes mor, Shannon Biles, var oförmögen att ta hand om Simone och hennes tre syskon på grund av drog- och alkoholproblem. Biles och hennes syster blev då adopterade av sina morföräldrar.
Våren 2023 gifte hon sig med NFL-stjärnan Jonathan Owens.

## Gymnastikkarriär
Biles var en del av det amerikanska olympiska laget som tog OS-guld i Rio de Janerio år 2016. Hon tog också som storfavorit hem guldet i individuell mångkamp den 11 augusti, följd av landskvinnan Aly Raisman på silverplats som var hela 2,1 poäng efter.
I samband med framgången blev Biles även mediestar. Vid OS 2016 visades alla av hennes tävlingar direkt i amerikansk TV. Hon var även på omslaget av tidningen Vogue. Biles och andra kvinnor från det amerikanska landslaget klagade mot lagets läkare på grund av sexuella övergrepp mot barn, våld och påtvingande av läkemedel. Läkaren dömdes sedan till långtidsfängelse vad i princip motsvarar livstids fängelse.
Ett salto som uppfanns av Biles fick hennes namn. För frivolten ökades svårighetsgraden från tidigare I till J. Språnget är en kombination av en dubbel handvolt, en dubbel rulle och en trippelvridning kring axeln.
Vid olympiska sommarspelen 2020 i Tokyo var Biles en del av USA:s lag som tog silver i lagmångkamp. I början av OS 2020 hade hon stora problem med förväntningarna. Biles pauserade fram till sista singeltävlingen som var bom och vann brons. Därefter tog hon en längre paus från tävlingar. År 2022 mottog hon, som den yngsta mottagaren någonsin, presidentens frihetsmedalj. 
Biles gjorde comeback i U.S. Classic 2023.